# 吉田絃二郎
吉田 絃二郎（よしだ げんじろう、1886年11月24日 - 1956年4月21日）は、日本の小説家、随筆家。佐賀県神埼郡西郷村（現在の神埼市）に生まれ、幼時に長崎県佐世保市に移る。本名は吉田源次郎。
佐賀工業学校金工科（現在の佐賀県立佐賀工業高等学校機械科）、早稲田大学文学部英文科を卒業。1915年（大正4年）に早大講師、1924年に同大文学部教授となる（教え子には井伏鱒二等がいる）。教職の傍ら詩や小説を多く執筆した。1934年（昭和9年）に早大を退職し作家活動に専念。小説・随筆・評論・児童文学・戯曲と幅広い分野で活躍し、著作集は236冊を数えた。1956年4月21日死去、享年69。墓所は多磨霊園。

## 主な作品
- 「島の秋」 - 早大在学中に徴兵で赴任した対馬を舞台とした短編小説で、1916年に「早稲田文学」に発表、出世作となる。
- 「小鳥の来る日」
- 「清作の妻」 - 「太陽」大正7年（1918）4月号に発表。（二度映画化）
- 「山はるかに」 - 戦後に執筆した少年少女小説。最終編が絶筆となった。

## 映画化
- 清作の妻（1924年、日活）

村田実監督、浦辺粂子主演
- 飾窓の中の女（1930年、帝キネ）

松本英一監督、水城邦子主演
- 盗人厩（1937年、新興京都）

仁科紀彦監督、嵐寛寿郎主演　
- 春の逃げ水（1938年、新興東京）

勝浦仙太郎監督、植村謙二郎主演
- 江戸最後の日（1941年、日活）

稲垣浩監督、阪東妻三郎主演　
- 清作の妻（1965年、大映東京）

増村保造監督、若尾文子主演 　

## 著書
- 『タゴール聖者の生活』天弦堂書房 1915
- 『タゴールの哲学と文芸』大同館書店 1915
- 『生の悲劇』大同館書店 1916
- 『生命の微光』大同館書店 1917
- 『生くる日の限り』大同館書店 1917
- 『児童説教』吉田源次郎 日曜世界社 1918
- 『島の秋』大同館書店 1918
- 『心より心へ』大同館書店 1919
- 『人間苦』新潮社 1920
- 『大地の涯』新潮社 1920
- 『無限』新潮社 1920
- 『草路』春陽堂(新興文芸叢書)1921
- 『小鳥の来る日』新潮社 1921 のち角川文庫、新潮文庫
- 『光落日』新潮社 1921
- 『白い鳩をたづねて』日本評論社出版部 1921
- 『麦の丘』大同館書店 1922
- 『白路』新潮社 1922
- 『雑草の中』聚英閣 1922
- 『草光る』新潮社 1923
- 『芭蕉 小説集』改造社 1923
- 『柿丸と梨丸 童話選集』京文社 1923
- 『砂に描く』新潮社 1924
- 『木に凭りて』新潮社 1925
- 『運命の秋』改造社 1925
- 『静かなる夢 童話集』アテネ書院 1925
- 『山寒し』新潮社 1925
- 『一人歩む』改造社 1926
- 『栗の花の咲くころ』実業之日本社 1926
- 『静かなる土』新潮社 1926
- 『父』改造社 1926
- 『高原の日記 長編小説』新潮社 1926
- 『旅人』改造社 1927
- 『土と人と言葉』日本青年館 1927
- 『太陽のほとり 少年小説集』実業之日本社 1927
- 『地にあれば』新潮社 1927
- 『かゝやく小川』実業之日本社 1927
- 『生命の彼岸』新潮社 1928
- 『春来れば』文芸春秋社出版部 1928
- 『青鳩』新潮社 1929
- 『静夜曲』新潮社 1929
- 『山家日記』早稲田大学出版部 1929
- 『霧嶋紀行』改造社 1930
- 『草を歩みて 文芸春秋社出版部 1930
- 『白雲飛ぶ』新潮社 1930
- 『春の日 感想集』新潮社 1930
- 『孤独なる女』新潮社長篇文庫　1930
- 『吉田絃二郎童話集』文芸春秋社出版部 1930
- 『思想の朝』改造社 1932
- 『G線上のアリア』新潮社 1932
- 『吉田絃二郎全集』全18巻 新潮社 1931-1934
- 『草の葉は歌ふ』改造社 1933
- 『煙れる田園 感想集』新潮社 1933
- 『微風の前 創作集』新潮社 1933
- 『武蔵野にをりて 感想集』改造社 1933
- 『白き雲なつかし 少年少女小説集』改造社 1934
- 『行人記』改造社 1934
- 『春の逃げ水』新潮社 1934
- 『落葉集』日本青年館 1934
- 『わが詩わが歌』新潮社 1934 のち新潮文庫
- 『秋の朝 創作集』改造社 1935
- 『小草をさゝぐ』改造社 1935
- 『梅の咲くころ』新潮社 1935
- 『青鵐』大日本雄弁会講談社 1936
- 『草に臥して』改造社 1936
- 『二条城の清正』新潮社 1936
- 『旅ゆくこころ』新潮社 1937
- 『小鳥の家』新潮社 1937
- 『我れひとり思ふ 感想集』新潮社 1938
- 『わが旅の記 全紀行集』第一書房 1938
- 『一人行く旅』改造社 1938
- 『山遠ければ』第一書房 1938
- 『吉田絃二郎選集』全8巻 改造社 1937-1938
- 『わが人生と宗教』第一書房 1939
- 『吉田絃二郎感想選集』全10巻 新潮社 1939-1940
- 『愛馬いづこ』第一書房 1939
- 『山の子海の子』第一書房 1939
- 『人生遍路』改造社 1940 のち角川文庫
- 『武蔵野の言葉』日本青年館 1940
- 『善人村 戯曲集』日本青年館 1940
- 『白い雲青い鳥』新潮社(学年別新選童話集)　1941
- 『多摩のほとり』改造社 1941
- 『乃木将軍』新潮社 1942
- 『大いなる朝 感想集』改造社 1943
- 『静かなる思惟』新潮社 1943
- 『武蔵野記』船形書院 1946
- 『良寛さま』愛育社(愛育文庫)1946
- 『旅の町旅の人』万葉出版社 1947
- 『山河に思ふ 紀行選集』斎藤書店 1947
- 『旅より旅へ 紀行選集』斎藤書店 1947
- 『小犬と小鳥』第二書房 1948
- 『美しき虹』東光出版社 1948
- 『静観の記』中根書房 1948
- 『続々・わが旅の記』斎藤書店 1948
- 『夜や秋や日記』第二書房 1948
- 『馬車をおりて』第二書房 1949
- 『詩をうたわぬ詩人 感想集』第二書房 1949
- 『生命の微光・生くる日の限り』中根書房 1949
- 『わが読書と思想』第二書房 1949
- 『文章の作り方と味ひ方』第二書房 1949
- 『ふるさとの友』偕成社 1949
- 『わが文学と生活』第二書房 1949
- 『おくのほそ道の記』第二書房 1950
- 『フランスの白ゆり ジャンヌ・ダルク物語』講談社(世界名作物語)1950
- 『黄菊抄』中根書房 1951
- 『吉田絃二郎作品集』全4巻 万葉出版社 1951
- 『生命の河 随想集』創元文庫　1952　のち角川文庫
- 『ナイチンゲール 愛の天使』ポプラ社(偉人伝文庫)　1953
- 『親鸞』講談社(世界伝記全集)　1955
- 『路地笠 随想集』大法輪閣 1955
- 『吉田絃二郎句集』吉田絃二郎句集刊行会 1956
- 『光ある生活』新潮社 1956
- 『愛の扉』第二書房 1958

### 翻訳
- 『タゴールの詩と言葉』文芸春秋社出版部 1929
- スピリ『アルプスの少女』講談社 1949
- ジョージ・エリオット『サイラス・マーナー』講談社 1952 (世界名作全集)　1952
- シラー『ジャンヌ・ダルク』講談社(世界名作全集)　1953
- ビクトル・ユーゴー『ああ無情』ポプラ社(世界名作物語)　1953

## 附記
佐世保市内の弓張岳に文学碑が建立されている。戦後公選初代の佐世保市長だった中田正輔とは親交があり、1952年に佐世保市歌を改めるに際して校訂を依頼され引き受けている。

## 関連書籍
- 原岡秀人『吉田絃二郎の文学・人と作品』近代文芸社、1993
- 梅本育子『時雨のあと』正続　講談社、1970-71　（小説）